# Sleadale Burn
De Sleadale Burn is een rivier op Isle of Skye in Schotland. Hij is 3,5 kilometer lang. De Sleadale Burn begint bij de Beinn Bhreac, een berg, en eindigt in de Talisker Bay. De Sleadale Burn gaat door het dorp Talisker en heeft daar de enige brug over de rivier.

## Bronnen

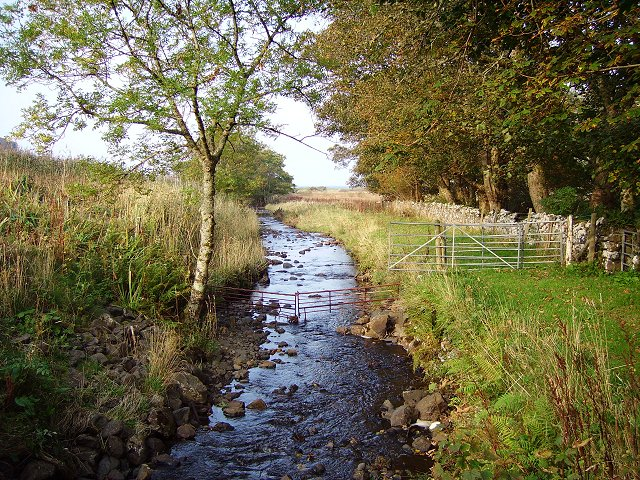
Sleadale Burn